# Sennen (nome)
Sennen  è un nome proprio di persona italiano maschile.

## Varianti
- Maschili: Senen[2]

### Varianti in altre lingue
- Basco: Senen[3]
- Catalano: Senent[3]
  - Ipocoristici: Nen[3], Nin[3]
- Francese: Sennene, Sennès, Senoux
- Galiziano: Senín[3]
- Latino: Sennen[1], Senne, Semnes
- Polacco: Senen
- Spagnolo: Senén[3]
  - Ipocoristici: Nen[3]
- Ungherese: Szennen

## Origine e diffusione
È il nome di un santo martire di origine persiana, il cui nome si ritrova anche in forme più antiche quali Sennes, Zennen e Sennis; in alcune iscrizioni latine il suo nome appare come Senne e Semnes. Tali forme hanno fatto ipotizzare una correlazione con il termine greco antico Ζήν (Zèn), un altro nome di Zeus (come in Zeno e Zenobia), anche se non è esclusa un'origine persiana.
Altre fonti invece propongono una connessione con il nome ebraico Senneser (o Senassar, Shenazzar, portato da un figlio di Ieconia e zio di Zorobabele in 1Cr3:17-19), che probabilmente significa "torre d'avorio" o "tesoro d'avorio", oppure anche "Sin protegge" o "possa Sin proteggere il figlio".

## Onomastico
L'onomastico si può festeggiare il 30 luglio in memoria di san Sennen, martire persiano a Roma insieme a sant'Abdon.

## Persone
- Sennen Corrà, vescovo cattolico italiano

## Il nome nelle arti
- Senén Corchado è un personaggio del film del 1998 El abuelo, diretto da José Luis Garci.